# Ctenochromis
Ctenochromis – rodzaj słodkowodnych ryb okoniokształtnych z rodziny pielęgnicowatych (Cichlidae).

## Występowanie
Afryka Subsaharyjska.

## Klasyfikacja
Gatunki zaliczane do tego rodzaju:
- Ctenochromis pectoralis Pfeffer, 1893
- Ctenochromis scatebra Genner, Ngatunga & Turner, 2022